# 1675

## Esdeveniments
- 4 de maig - Greenwich (Sussex, Anglaterra): el rei Carles II ordena que s'hi construeixi un observatori astronòmic
  - El científic Anton van Leeuwenhoek descobreix i descriu les bacteries.
  - A Londres s'inicia la construcció de la Catedral de Saint Paul.

## Naixements
- 31 de març: Bolònya (Itàlia): Benet XIV, papa italià (m. 1758).[1]
- 1 de juny: Verona: Scipione Maffei, historiador, epigrafista, paleògraf i dramaturg italià (m. 1755).[2]
- Brentford: Francis Fox, diví
- Venècia: Rosalba Giovanna Carriera, pintora italiana d'estil rococó (m. 1758).[3]

## Necrològiques
- 17 de gener: Bernard Frenicle de Bessy, matemàtic francès.
- 15 de desembre - Delft, Comtat d'Holanda: Johannes Vermeer, pintor holandès (n. 1632).[4]